# Plecoptera erica
Plecoptera erica är en fjärilsart som beskrevs av Swinhoe 1891. Plecoptera erica ingår i släktet Plecoptera och familjen nattflyn. Inga underarter finns listade i Catalogue of Life.